# Найкращі гравці молодіжних чемпіонатів світу з хокею із шайбою
З 1974 року директорат ІІХФ визначає найкращих гравців чемпіонату світу. Першими лауреатами стали: воротар Франк Салайв (Канада), захисник Віктор Кучеренко (СРСР) та нападник Матс Уландер (Швеція).
З 2003 року визначається і «найцінніший гравець чемпіонату» (MVP). Першим лауреатом нагороди став воротар збірної Канади Марк-Андре Флері.

## Неофіційні чемпіонати
| Рік  | Воротар         | Захисник         | Нападник          |
| ---- | --------------- | ---------------- | ----------------- |
| 1974 | Франк Салайв    | Віктор Кучеренко | Матс Уландер      |
| 1975 | Ед Станьовський | Сергій Бабінов   | Віктор Хатулєв    |
| 1976 | Сергій Бабарико | Василь Первухін  | Валерій Євстифєєв |

## Офіційні чемпіонати
| Рік  | Воротар          | Захисник            | Нападник            |
| ---- | ---------------- | ------------------- | ------------------- |
| 1977 | Ян Грабак        | В'ячеслав Фетісов   | Дейл Маккурт        |
| 1978 | Олександр Тижних | В'ячеслав Фетісов   | Вейн Грецкі         |
| 1979 | Пелле Ліндберг   | Олексій Касатонов   | Володимир Крутов    |
| 1980 | Ярі Паавола      | Рейо Руотсалайнен   | Володимир Крутов    |
| 1981 | Ларс Ерікссон    | Милослав Горжава    | Патрік Сундстрем    |
| 1982 | Майк Моффат      | Горд Клузак         | Петрі Скріко        |
| 1983 | Домінік Гашек    | Ілля Бякін          | Томас Сандстрем     |
| 1984 | Аллан Перрі      | Олексій Гусаров     | Раймо Хельмінен     |
| 1985 | Крейг Біллінгтон | Веса Сало           | Міхал Півонька      |
| 1986 | Євген Бєлошейкін | Михайло Татаринов   | Джим Сендлак        |
| 1987 | Маркус Кеттерер  | Калле Юганссон      | Роберт Крон         |
| 1988 | Джиммі Вейт      | Теппо Нуммінен      | Олександр Могильний |
| 1989 | Олексій Івашкін  | Рікард Перссон      | Павло Буре          |
| 1990 | Стефан Фісе      | Олександр Годинюк   | Роберт Райхель      |
| 1991 | Паулі Якс        | Їржі Шлегр          | Ерік Ліндрос        |
| 1992 | Майк Данем       | Даріус Каспарайтіс  | Мікаель Нюландер    |
| 1993 | Менні Легасі     | Янне Гронвалл       | Петер Форсберг      |
| 1994 | Джеймі Шторр     | Кенні Єнссон        | Ніклас Сундстрем    |
| 1995 | Євген Тарасов    | Браян Маккейб       | Марті Мюррей        |
| 1996 | Жозе Теодор      | Маттіас Елунд       | Джером Ігінла       |
| 1997 | Марк Дені        | Джо Корво           | Олексій Морозов     |
| 1998 | Давид Ебішер     | Павел Скрбек        | Оллі Йокінен        |
| 1999 | Роберто Луонго   | Віталій Вишневський | Максим Афіногенов   |
| 2000 | Рік ДіП'єтро     | Олександр Рязанцев  | Мілан Крафт         |
| 2001 | Томаш Дуба       | Ростислав Клесла    | Павел Брендл        |
| 2002 | Карі Легтонен    | Ігор Князєв         | Майк Каммаллері     |

## З 2003
| Рік  | Воротар          | Захисник               | Нападник              | Найцінніший гравець |
| ---- | ---------------- | ---------------------- | --------------------- | ------------------- |
| 2003 | Марк-Андре Флері | Йоні Піткянен          | Ігор Григоренко       | Марк-Андре Флері    |
| 2004 | Ел Монтойя       | Самі Лепісто           | Зак Парізе            | Зак Парізе          |
| 2005 | Марек Шварц      | Діон Фанеф             | Олександр Овечкін     | Патріс Бержерон     |
| 2006 | Туукка Раск      | Марк Стаал             | Євген Малкін          | Євген Малкін        |
| 2007 | Кері Прайс       | Ерік Джонсон           | Олексій Черепанов     | Кері Прайс          |
| 2008 | Стів Мейсон      | Дрю Дауті              | Віктор Тихонов        | Стів Мейсон         |
| 2009 | Якоб Маркстрем   | Ерік Карлссон          | Джон Таварес          | Джон Таварес        |
| 2010 | Бенджамін Конц   | Алекс П'єтранджело     | Джордан Еберле        | Джордан Еберле      |
| 2011 | Джек Кемпбелл    | Раєн Елліс             | Брейден Шенн          | Брейден Шенн        |
| 2012 | Петр Мразек      | Брендон Гормлі         | Євген Кузнецов        | Євген Кузнецов      |
| 2013 | Джон Гібсон      | Джейкоб Труба          | Райан Нюджент-Гопкінс | Джон Гібсон         |
| 2014 | Оскар Данськ     | Расмус Рістолайнен     | Філіп Форсберг        | Філіп Форсберг      |
| 2015 | Деніс Годла      | Владислав Гавриков     | Макс Домі             | Деніс Годла         |
| 2016 | Лінус Седерстрем | Зак Веренскі           | Єссе Пулюярві         | Єссе Пулюярві       |
| 2017 | Фелікс Сандстрем | Тома Шабо              | Кирило Капризов       | Тома Шабо           |
| 2018 | Філіп Густавссон | Расмус Далін           | Кейсі Міттельштадт    | Кейсі Міттельштадт  |
| 2019 | Петро Кочетков   | Олександр Романов      | Раян Пелінг           | Раян Пелінг         |
| 2020 | Джоел Гофер      | Расмус Сандін          | Алексіс Лафреньєр     | Алексіс Лафреньєр   |
| 2021 | Девон Леві       | Топі Ніємеля           | Тім Штюцле            | Тревор Зеграс       |
| 2022 | Єспер Валльстедт | Каспер Пуутіо          | Мейсон Мактавіш       | Мейсон Мактавіш     |
| 2023 | Адам Гаян        | Давід Їржичек          | Коннор Бедард         | Коннор Бедард       |
| 2024 | Гуго Гевелід     | Аксель Сандін Пеллікка | Каттер Готьє          | Юнатан Леккерімякі  |
| 2025 | Петтері Рімпінен | Аксель Сандін Пеллікка | Раян Леонард          | Раян Леонард        |